# Jotán Zedgenidze
Jotán Zedgenidze (en georgiano: იოთამ ზედგენიძე; fallecido en 1465), fue noble georgiano del siglo XV.

## Biografía
Jotán fue un noble que pertenecía a la familia Zedgenidze, proveniente del este de Georgia. En 1446, Jorge VIII, hijo de Alejandro I, fue coronado como rey de Georgia. Durante veinte años, el rey gobernó por conseguir la unidad del país contra sus nobles disidentes. En 1447, el atabeg de Samtsje, Qvarqvare II Jaqeli, se sublevo contra el rey. En 1463, después de la victoria en Chijori, el duque de Samokalako, Bagrat, se proclamó rey de Imericia.
En 1465, el rey Jorge marchó hacia Samtsje para enfrentarse a Qvarqvare II. Al acampar cerca del lago Paravani, algunos traidores dentro de su séquito conspiraron para asesinarlo. Jotán, que estaba presente en la comitiva real, descubrió la conspiración y alertó al rey. Sin embargo, según el historiador Vajushti de Kartli, Jorge no creyó en la traición de sus súbditos.
Al no poder convencer a su señor del peligro, Jotán le propuso al rey:

Si me equivoco y mis palabras no son ciertas, te suplico que no mueras en vano. Déjame ocupar tu lugar en la tienda real esta noche, y si me matan, al menos sabrás la verdad. Solo te pido que no abandones a mis hijos.

El rey, confiando en que la sospecha de Jotán solo provenía de su lealtad y amor, aceptó la propuesta. Esa noche, los conspiradores entraron en la tienda y lo asesinaron, mientras el rey logró escapar. A la mañana siguiente, al encontrar a su fiel servidor muerto en un charco de sangre, el rey Jorge ordenó la captura y ejecución de los traidores. En reconocimiento a su lealtad, colmó de honores a los descendientes de Jotam Zedgenidze, otorgándoles el título de amilajori (alto oficial de la corte).
Por su sacrificio en defensa del monarca, Jotán fue canonizado por la Iglesia ortodoxa georgiana y cuya conmemoración se celebra según el nuevo calendario el 12 de noviembre (30 de octubre).